# Apogonia sandakana
Apogonia sandakana är en skalbaggsart som beskrevs av Moser 1921. Apogonia sandakana ingår i släktet Apogonia och familjen Melolonthidae. Inga underarter finns listade i Catalogue of Life.